# Високе (гміна)
Гміна Високе (пол. Gmina Wysokie) — сільська гміна у східній Польщі. Належить до Люблінського повіту Люблінського воєводства.
Станом на 31 грудня 2011 у гміні проживало 4793 особи.

## Площа
Згідно з даними за 2007 рік площа гміни становила 114.18 км², у тому числі:
- орні землі: 85.00%
- ліси: 9.00%

Таким чином, площа гміни становить 6.80% площі повіту.

## Населення
Станом на 31 грудня 2011:
| Опис     | Загалом | Загалом | Чоловіки | Чоловіки | Жінки | Жінки |
| -------- | ------- | ------- | -------- | -------- | ----- | ----- |
| одиниця  | осіб    | %       | осіб     | %        | осіб  | %     |
| все      | 4793    | 100     | 2346     | 48.95    | 2447  | 51.05 |
| міське   | 0       | 100     | 0        |          | 0     |       |
| сільське | 4793    | 100     | 2346     | 48.95    | 2447  | 51.05 |

## Сусідні гміни
Гміна Високе межує з такими гмінами: Бихава, Кщонув, Туробін, Закшев, Жулкевка.